# Holconia neglecta
Holconia neglecta är en spindelart som beskrevs av Hirst 1991. Holconia neglecta ingår i släktet Holconia och familjen jättekrabbspindlar. Inga underarter finns listade i Catalogue of Life.